# 科弗代爾克羅斯羅茲 (特拉華州)
科弗代爾克羅斯羅茲（英語：Coverdale Crossroads）是位於美國特拉華州蘇塞克斯縣的一個非建制地區。該地的面積和人口皆未知。

## 地理
科弗代爾克羅斯羅茲的座標為38°38′35″N 75°22′14″W / 38.64306°N 75.37056°W，而該地的平均海拔高度為13米（即43英尺）。